# 瓦尔拉斯普拉日
瓦尔拉斯普拉日（法語：Valras-Plage，法語發音：[valʁas plaʒ]）是法国埃罗省的一个市镇，属于贝济耶区。

## 地名
该地名“Valras-Plage”发音为[valʁas plaʒ]，字母“s”发音，《世界地名译名词典》将其误译作“瓦尔拉普拉日”。

## 地理
瓦尔拉斯普拉日（43°14'49"N, 3°17'27"E）面积2.35 平方千米，位于法国奧克西塔尼大區埃罗省，该省份为法国南部沿海省份，南濒地中海，西南接奥德省，西北接塔恩省和阿韦龙省，东北与加尔省接壤。
与瓦尔拉斯普拉日接壤的市镇（或旧市镇、城区）包括：塞里尼昂、旺德尔。
瓦尔拉斯普拉日的时区为UTC+01:00、UTC+02:00（夏令时）。

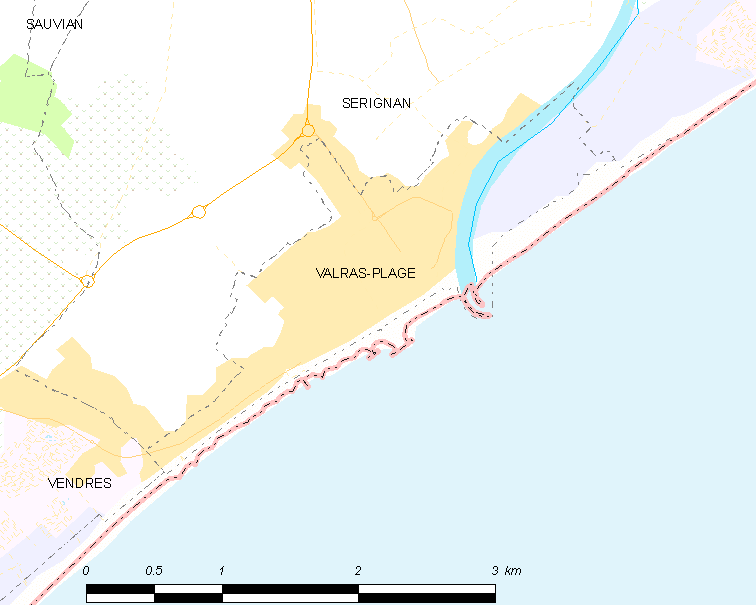
瓦尔拉斯普拉日的OSM定位图

## 行政
瓦尔拉斯普拉日的邮政编码为34350，INSEE市镇编码为34324。

## 政治
瓦尔拉斯普拉日所属的省级选区为贝济耶第一县。

## 人口

1962-2008年间瓦尔拉斯普拉日人口变化图示

瓦尔拉斯普拉日于2022年1月1日时的人口数量为4300人。